# Vladímir Gaglóiev

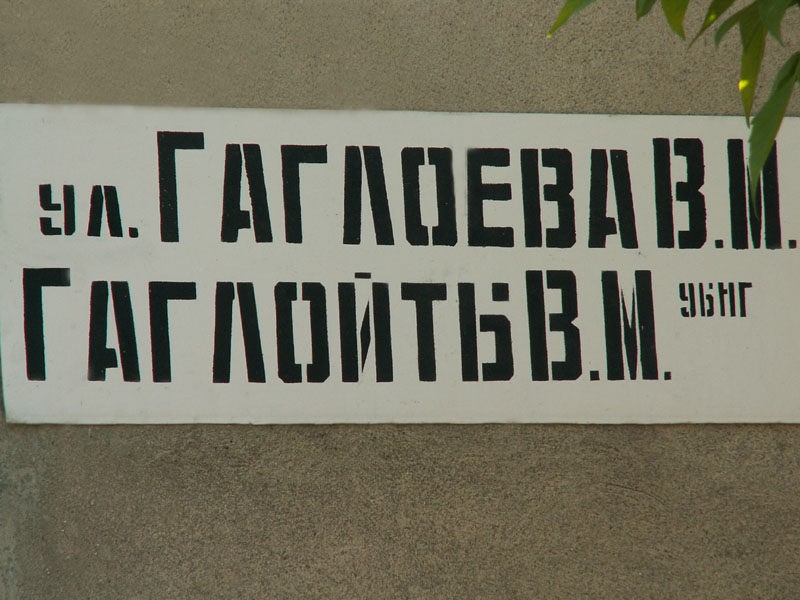
Carrer de Vladimir Gagloev a Tskhinvali, Ossètia del sud.

Vladímir Mikhàilovitx Gaglóiev (en osset Гаглойты Михаилы фырт Владимир, Gagloiti Mikhaïl Firt Vladímir) fou un destacat escriptor i dramaturg d'Ossètia. Nascut a Dodoti l'1 de febrer de 1927, a l'actual Ossètia del Sud, el gruix de la seva obra són peces teatrals en osset, però també destacà en la seva faceta com a periodista i publicista. Fou redactor de la revista Fidiuäg (Фидиуæг, El missatger). Va morir a Moscou el 12 de febrer de 1996.